# Nyírtura, Szabolcs-Szatmár-Bereg
Nyírtura  este un sat în districtul Nyíregyház, județul Szabolcs-Szatmár-Bereg, Ungaria, având o populație de 1.848 de locuitori (2011). 

## Demografie
Componența etnică a satului Nyírtura
     Maghiari (96,57%)
     Necunoscut (1,16%)
     Alții (2,26%)
Componența confesională a satului Nyírtura
     Reformați (32,09%)
     Romano-catolici (16,34%)
     Greco-catolici (13,64%)
     Fără religie (4,87%)
     Luterani (1,03%)
     Necunoscută (31,22%)
     Atei (0,81%)
     Alte religii (2,49%)
Conform recensământului din 2011, satul Nyírtura avea 1.848 de locuitori. Din punct de vedere etnic, majoritatea locuitorilor (96,57%) erau maghiari. Apartenența etnică nu este cunoscută în cazul a 1,16% din locuitori. Nu există o religie majoritară, locuitorii fiind reformați (32,09%), romano-catolici (16,34%), greco-catolici (13,64%), persoane fără religie (4,87%) și luterani (1,03%). Pentru 31,22% din locuitori nu este cunoscută apartenența confesională.